# アーチボルド・プリムローズ (第5代ローズベリー伯爵)
第5代ローズベリー伯爵および初代ミッドロージアン伯爵アーチボルド・フィリップ・プリムローズ（Archibald Philip Primrose, 5th Earl of Rosebery, 1st Earl of Midlothian, KG KT PC FRS FBA、1847年5月7日 - 1929年5月21日）は、イギリスの政治家、貴族。
1868年に爵位を継承し、1871年から貴族院議員として政界入りした。自由党に属し、ウィリアム・グラッドストンの政権で閣僚を歴任。グラッドストン引退後にイギリスの首相を務めた（在任: 1894年 – 1895年）。
1851年から1868年まではローズベリー伯爵家の法定推定相続人として「ダルメニー卿（Lord Dalmeny）」の儀礼称号を称した。

## 概要
1847年にスコットランド貴族ローズベリー伯爵プリムローズ家の嫡男として生まれた。イートン校を経てオックスフォード大学クライスト・チャーチ・カレッジへ進学した（→生い立ち）。1868年に爵位を継承し、1871年から自由党の貴族院議員として政界入りした。1879年のミッドロージアン・キャンペーンでグラッドストンを助けて自由党の勝利に貢献し、第2次グラッドストン内閣で内務省政務次官、ついで王璽尚書兼建設長官を務め、第3次グラッドストン内閣と第4次グラッドストン内閣では外務大臣を務めた（→自由党政権で閣僚職歴任）。
1894年3月にグラッドストンが引退するとヴィクトリア女王より大命を受けて組閣した。しかし彼は自由党内の帝国主義派のグループ「自由帝国主義派」の領袖だったため、アイルランド自治法案に消極的であり、アイルランド議会党との関係を悪化させた。貴族院を支配する保守党の協力も得られず、政権運営はすぐに行き詰まった。さらに庶民院の自由党指導者で財務大臣として入閣していたハーコートと対立を深め、閣内分裂状態に陥った。結局ハーコートが主導した相続税の導入を数少ない事績として1895年6月に内閣総辞職した（→首相）。
下野後もしばらくは野党自由党の党首を務めたが、ハーコートとの党内対立が続き、1896年10月には党首職も辞職することになった（→野党自由党党首として）。保守党政権が第二次ボーア戦争を開始するとアスキスらとともに「自由帝国主義派」の政治家として野党の立場から政府の戦争遂行を支持し、ロイド・ジョージら戦争に反対する党内左派（「親ボーア派」）と対立した。また1902年には党のアイルランド自治法案の方針を批判し、アスキスらとともに自由連盟を結成して党首キャンベル＝バナマンとの対決姿勢を露わにした。しかし保守党政権の植民地大臣チェンバレンが提唱した関税改革論(保護貿易論)に明確な反対姿勢を打ち出さなかったことが自由帝国主義派の議員たちの間での彼の人望を落とすことにつながり、1904年までには党内における影響力を完全に喪失し、自由党内で孤立した存在となった（→党内影響力の低下）。
1904年12月からの自由党政権に入閣することはなく、同政権と距離を置いた活動を行ったが、1911年以降は貴族院に出席しなくなり、実質的に引退した。1929年に死去した（→晩年）。
若くして爵位を継承したため、庶民院議員を経ることなく貴族院議員となっており、19世紀末の首相としてはやや適性を欠いていたと指摘される。性格はおおらかだったので人望はあったという。にもかかわらず彼が早期に権力を失った理由についてベアトリス・ウェッブは社会政策の無知に原因を求めている（→人物・評価）。
妻はメイヤー・アムシェル・ド・ロスチャイルド男爵の一人娘ハンナ。彼女との間に第6代ローズベリー伯爵位を継承するハリーはじめ2男2女を儲けた（→家族）。
趣味として競馬を愛好し、ダービーステークスで3回優勝している。（→人物・評価）

## 経歴

### 生い立ち
1847年5月7日に第4代ローズベリー伯爵アーチボルド・プリムローズの嫡子ダルメニー卿アーチボルド・プリムローズの息子として、ロンドン・メイフェアのチャールズ・ストリートで生まれた。母ウィルヘルミナ（1819年6月1日 – 1901年5月18日）は第4代スタンホープ伯爵フィリップ・ヘンリー・スタンホープの娘。
父ダルメニー卿はスターリング・バラ選挙区選出の庶民院議員で、1835年から1841年まで第2代メルバーン子爵ウィリアム・ラム首相の下で海軍本部委員の一人を務めたが、襲爵前の1851年1月23日に死去した。代わって彼がローズベリー伯爵位の法定推定相続人となり、「ダルメニー卿」の儀礼称号を帯びた。また母は1854年8月2日に第4代クリーヴランド公爵ハリー・ポウレットと再婚した。
1860年から1865年までイートン・カレッジに通った。イートンでは同じ時期に少し年下のアーサー・バルフォアやランドルフ・チャーチルが通っていた。イートンの教師ウィリアム・ジョンソン・コリーはダルメニー卿を「驚くべき賢さの持つ若者で、遊びも欠けていない」と評した。
1866年1月20日にオックスフォード大学クライスト・チャーチに入学した。しかし1868年に所有していた競走馬を手放すよう学長から要求され、それを断って中退した。

### 自由党政権で閣僚職歴任

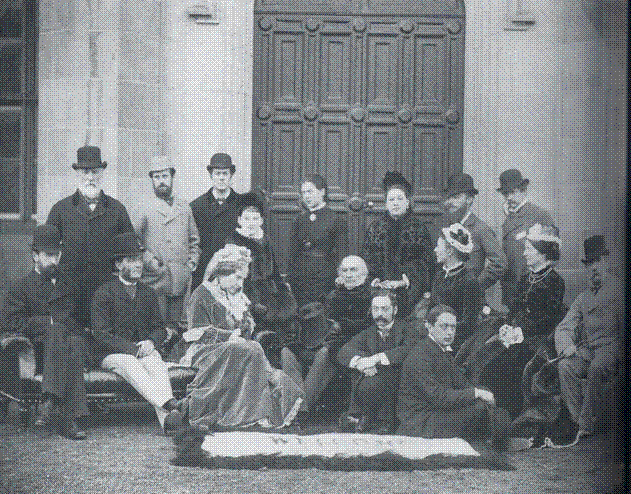
1879年のミッドロージアン・キャンペーン中、ローズベリー伯爵邸ダルメニー・ハウス前で。一番手前に座る人物がローズベリー伯、中央で椅子に座る人物がグラッドストン

大学在学中の1868年3月4日に祖父の死去により襲爵した。襲爵した爵位の中には連合王国貴族ローズベリー男爵位があったため、貴族院議員に列し、1871年2月には貴族院で国王演説の動議に賛成した。1873年6月5日にウェスト・ロージアン統監、1884年5月17日にミッドロージアン統監に任命され、いずれも1929年に死去するまで務めた。
ローズベリーの名が広く知られるようになったのは、1879年に自由党のウィリアム・グラッドストンが行った「ミッドロージアン・キャンペーン」によってであった。一連のベンジャミン・ディズレーリ政権批判においてローズベリーは資金提供と舞台演出を担当し、1880年総選挙での勝利に貢献した。

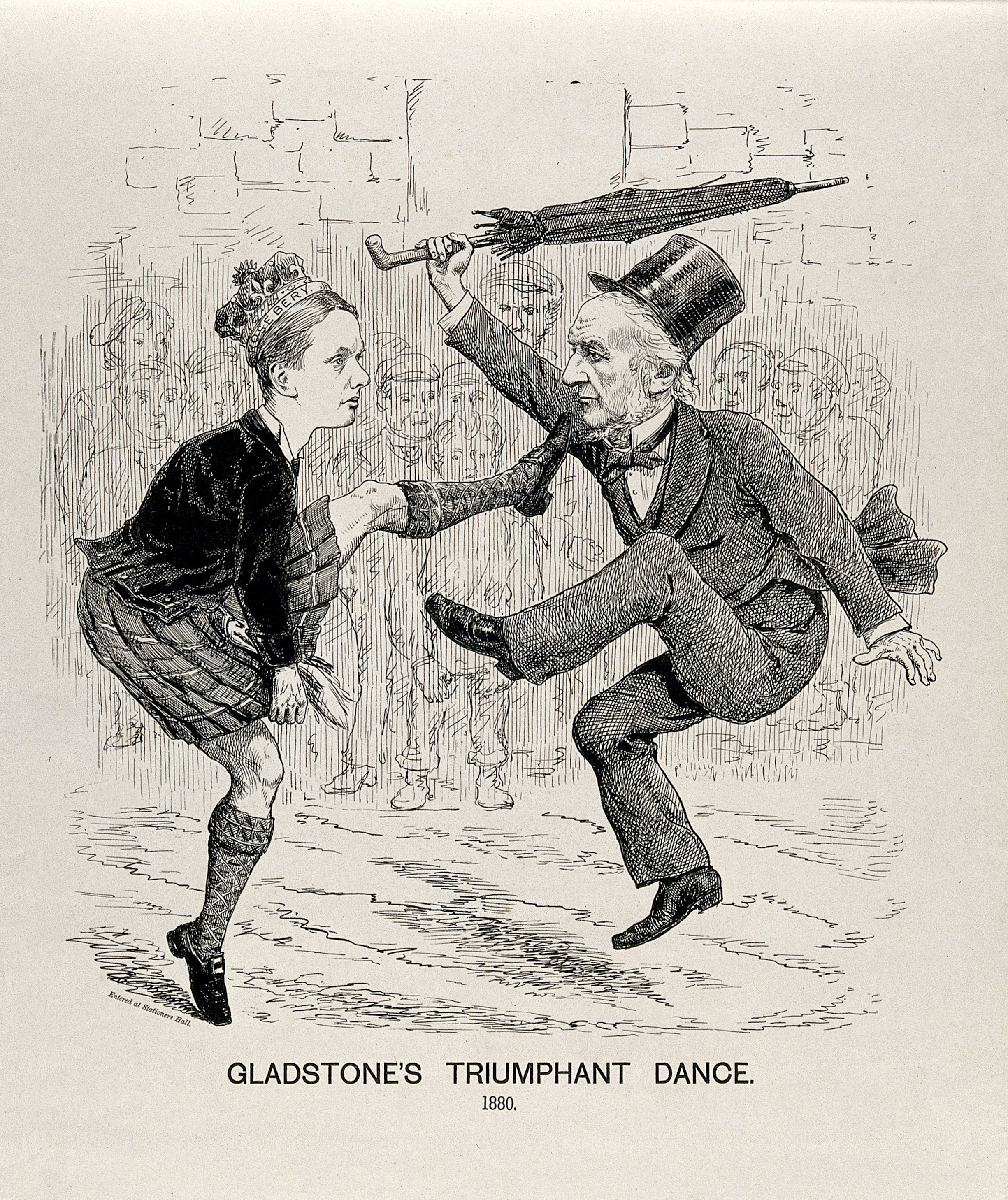
1880年総選挙の自由党勝利で歓喜のダンスを踊るグラッドストンとローズベリー伯の風刺画

選挙後発足した第2次グラッドストン内閣で1881年8月から1883年6月まで内務省政務次官を務めた。内務省ではほぼスコットランド部門の業務にしか取り掛からず、最終的には貴族院議員が政務次官を務めることに異議が唱えられ、辞任を余儀なくされた。グラッドストン首相が穴埋めにスコットランド担当大臣のポストを打診してきたが、閣内大臣ではないという理由で断った。政務次官を辞任後、ローズベリーは妻とともに世界一周旅行に赴き、オーストラリアやインドを訪れた。
1885年2月から6月まで王璽尚書兼建設長官として入閣した。このときの入閣は短期間だったが、『ブリタニカ百科事典第11版』はローズベリーの影響力により内閣が対露政策において態度を硬化させたと評価した。1886年の第3次グラッドストン内閣では外務大臣として再び閣僚となった。1886年6月10日に王立協会フェローに選出され、1888年にケンブリッジ大学よりLL.D.の名誉学位を授与された。1889年にロンドン参事会が設立されると、1月に議員、2月12日に議長に選出された。議長としては勤勉で機転があり、議員の間で人気のある議長だったが、1890年6月に辞任した。
1890年11月に妻と死別してからしばらく政界から距離を置き、大陸ヨーロッパを旅したり、1891年10月に『ウィリアム・ピット伝』を出版したりしたが、ヴィクトリア女王らの説得もあって復帰した。1892年1月に再びロンドン参事会議長に選出され、数か月務めた後、1892年8月の第4次グラッドストン内閣で再度外務大臣に任じられた。外務大臣としての彼は、イギリスが占領下においていたエジプト王国からの撤兵に反対し、フランスやドイツとの勢力争いの舞台となっていたウガンダの排他的支配を主張した。同年10月20日にはガーター勲章を授与された。1893年に仏泰戦争でフランスがシャムに迫るとフランスとイギリスが衝突する可能性が高まったが、ローズベリーは硬軟合わせた交渉によりシャムを緩衝国として残すことで危機を解決した。また日清戦争後の1895年に起きた三国干渉では、イギリスは干渉に加わるべきでないと判断している。

### 首相
1894年3月にグラッドストンが引退すると、ヴィクトリア女王はローズベリー伯爵に大命を降した。一般には庶民院議員の財務大臣ウィリアム・ヴァーノン・ハーコートが後任の首相になるものと思われていたが、ハーコートは態度が傍若無人なため、閣内で嫌われており、ハーコートを首相にすればただちに内閣が瓦解する恐れがあった。そのため女王はローズベリー伯爵に組閣の大命を与えたのだが、世論はそうした事情を知らなかったのでハーコートが理不尽に女王に退けられたと考え、ハーコートに同情を寄せた。そのとばっちりでローズベリー伯爵は政権発足直後から世論の冷たい目に晒される羽目になった。
ハーコートはローズベリー伯爵の内閣にも財務大臣として残留したが、彼はなにかにつけて首相ローズベリー伯に逆らった。またローズベリー伯爵は自由党内の帝国主義者のグループ「自由帝国主義者」の領袖であり、「平和主義者」グラッドストンとは立場が違っていた、グラッドストンが目指したアイルランド自治法案にも消極的であった。そのためアイルランド議会党からの支持もグラッドストン時代ほど磐石ではなくなり、自由党内も急な方針転換に動揺した。さらに保守党支配下の貴族院は彼らと思想が近い自由帝国主義者の貴族が首相になろうとも自由党政府の法案を葬り去ることに遠慮をしなかった。唯一予算案のみは貴族院は否決しないのが慣例だったが、その分野では財務大臣ハーコートが累進性の相続税を導入して国民人気を博した。ローズベリー伯爵は相続税に消極的でハーコートと対立したのでその株はますます下がった。
ローズベリー伯爵は首相をやることにうんざりし、「私はゴミ捨て場のようなものさ。何かいいことがあれば皆自分にとっておき、嫌なことは全部私に押し付ける」と愚痴るようになった。
結局1895年6月に陸軍予算の火薬不足に関する法案が否決された件で陸軍大臣ヘンリー・キャンベル＝バナマンが辞職を表明した際にローズベリー伯爵もそれに同調して総辞職を決定した。ここで強引に踏みとどまったところでウェールズ国教会問題で敗れるのがオチと判断したためだった。こうしてローズベリー伯内閣は史上稀に見る弱体内閣として短期間で瓦解した。このとき、6月28日にシッスル勲章を授与されている。

### 野党自由党党首として
代わって首相となった保守党の第3代ソールズベリー侯爵ロバート・ガスコイン＝セシルは7月に解散総選挙を行って勝利したので自由党は当面野党になる見通しとなった。
下野後も自由党党首を務めていたが、自由党庶民院院内総務ハーコートとの党内対立は続いた。ローズベリー伯はハーコートとの同席を嫌って影の内閣の会議にもあまり出席しなくなり、ハーコートが独断で党の方針を決定するということが増えていった。
そのような中の1896年10月にローズベリー伯はエジンバラで行った演説において突然党首辞職を表明した。表向きはアルメニア人虐殺事件をめぐって前党首グラッドストンが自分と異なる意見を述べたことを理由としたが、実際にはハーコートに対する当てつけであるのは明白だった。首相たる党首として14か月、在野の党首として18か月の在任だった。ローズベリー伯の辞職についてハーコートは「党首が去っても何も変わらんよ。自由党員が一人減っただけだ。お先真っ暗なので帽子を取ってサヨナラしたのだろう」と嘲笑的に語った。

### 党内影響力の低下

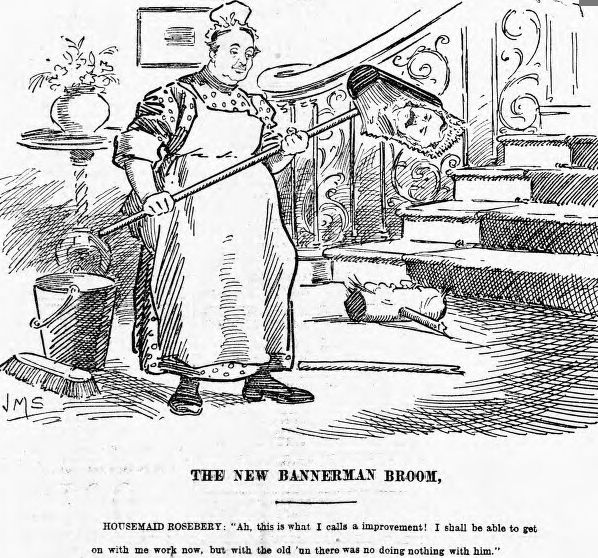
首相・党首退任後のローズベリー伯を描いた風刺画。ハウスメイドのローズベリー伯が新しい箒（新党首キャンベル=バナマン）を手に嬉しそうにしている。床には折れた箒（ハーコート）が転がっている。

ローズベリー伯の辞職後、ハーコートが自由党党首となったが、嫌われ者のハーコートでは党内をまとめられず、1898年暮れには彼も党首職を辞することを余儀なくされた。代わってヘンリー・キャンベル＝バナマンが党首となった。
保守党政権が第二次ボーア戦争を開始するとローズベリー伯はハーバート・ヘンリー・アスキスやリチャード・ホールデンらとともに「自由帝国主義派」として政府の方針を支持し、ロイド・ジョージら戦争に反対する党内左派（「親ボーア派」と呼ばれた）と対立した。当初自由帝国主義派が優勢だったが、ボーア戦争の戦況が泥沼化してくると党内の空気は親ボーア派に傾いていき、曖昧な立場をとってきた党首キャンベル＝バナマンも親ボーア派寄りになっていった。
1902年初頭にローズベリー伯は自由党のアイルランド自治法案の方針に反対を表明し、アスキスやエドワード・グレイらとともに「自由連盟」を結成し、党首キャンベル＝バナマンに対する公然の抵抗を開始した。この分裂騒動で自由党内は極度の混乱状態に陥った。
しかしちょうどこの年からローズベリー伯の党内権力が急速に低下した。特に1903年以降になると自由帝国主義派議員の中で最も重要な大物議員と見做される人物はローズベリー伯ではなく、アスキスになっていた。その原因は第2次ボーア戦争の終結でもはや帝国問題が大きな争点にならなくなり、自由党内の最大の関心事項が植民地大臣ジョゼフ・チェンバレンの関税改革論（保護貿易論）への批判に移ったため、自由帝国主義派と自由党左派の対立が自由貿易支持という共通の大義のもとに終息したことだった。この点においてローズベリー伯はあまりに親保守党政権的態度をとりすぎたため、チェンバレンの保護貿易論にも明確な反対の意思を打ち出せなかった（対してアスキスはチェンバレンの保護貿易論を徹底的に批判した）。これでは自由貿易を党是とする自由党内で影響力が落ちていくのも無理はなく、ローズベリー伯は自由帝国主義派の議員たちからも見捨てられてしまったのだった。
1903年1月7日、第1ミッドロージアン志願砲兵連隊の名誉隊長に任命された。
1904年11月にキャンベル＝バナマンが「アイルランド自治法案を斬新的に進める」と宣言した時、ローズベリー伯はこれに反対を表明したが、かつての同志たちアスキス、グレイ、ホールデンらはいずれもキャンベル＝バナマンの方針に支持を表明している。すっかり孤立して党内権力を喪失したローズベリー伯は、政治家というより知識人層に訴えかける政治評論家的な存在と化していった。

### 晩年

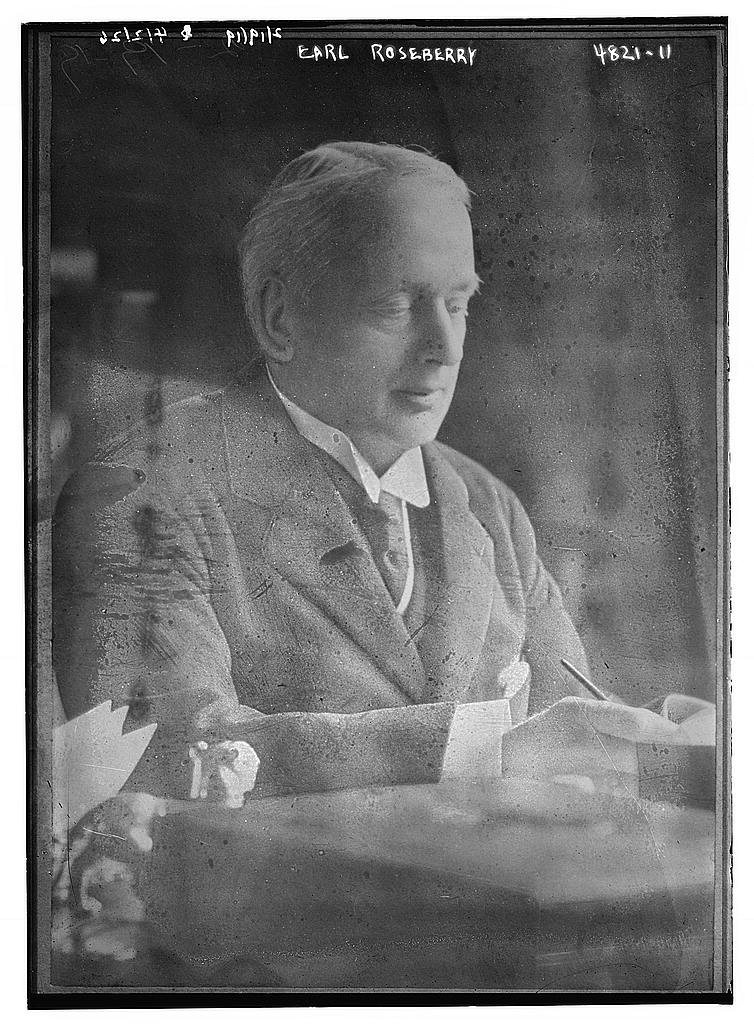
1918年のローズベリー伯

1904年12月にキャンベル＝バナマン自由党政権が発足したが、ローズベリー伯はキャンベル＝バナマン首相やその後任のアスキス首相に対して貴族院から批判を行った。1908年の「人民予算」に対しても反対票こそ投じなかったものの反発している。最後に議場に姿を見せたのは1911年議会法に賛成票を投じた時であった。政界で影響力を失い、引退する頃にローズベリー伯は著述活動に視線を向けた。歴史的人物に関心が高かった彼は、ロバート・ピール（1899年）、オリバー・クロムウェル（1899年）、ナポレオン・ボナパルト（1900年）、小ピット（1891年）、ランドルフ・チャーチル卿（1906年）、大ピット（1910年）の伝記を書き、うち小ピット伝は1962年まで27刷を重ねた。『オックスフォード英国人名事典』によれば、ローズベリー伯の伝記作品は学者の間では平凡な評価だったが、大衆には広く受け入れられた。
1911年7月3日には連合王国貴族であるミッドロージアン伯爵、バッキンガム州メントモアにおけるメントモア子爵、サリー州エプソムにおけるエプソム男爵に叙された。
1916年に挙国一致内閣を組織することになったデビッド・ロイド・ジョージはローズベリーに「高いポスト」を提示したが、辞退している。
晩年は概して平穏でありながら不幸だった。1917年11月、末息子のニールがパレスチナで戦死し、翌年にはローズベリー自身も脳卒中により倒れた。精神は回復したが、残りの余生に彼の視力と聴力は壊れ、挙動も不便になった。姉のコンスタンスはローズベリー伯の晩年を「疲れ、全く活動的ではなく、ほとんど失明に近い人生」だったと形容した。ジョン・バカンはローズベリーが臨終直前の最後の数ヶ月間に「身体の弱さに押さえられ」、「悲しくても静かな瞑想に浸った」と彼を記憶した。
1929年5月21日、エプソムの自宅ザ・ダーダンズ（The Durdans）で死去した。本人の希望により、母校イートン・カレッジのスクール・ソング『Eaton Boating Song』が流れるなか逝ったという。5月25日、ダルメニーの教会墓地に葬られた。

## 人物・評価

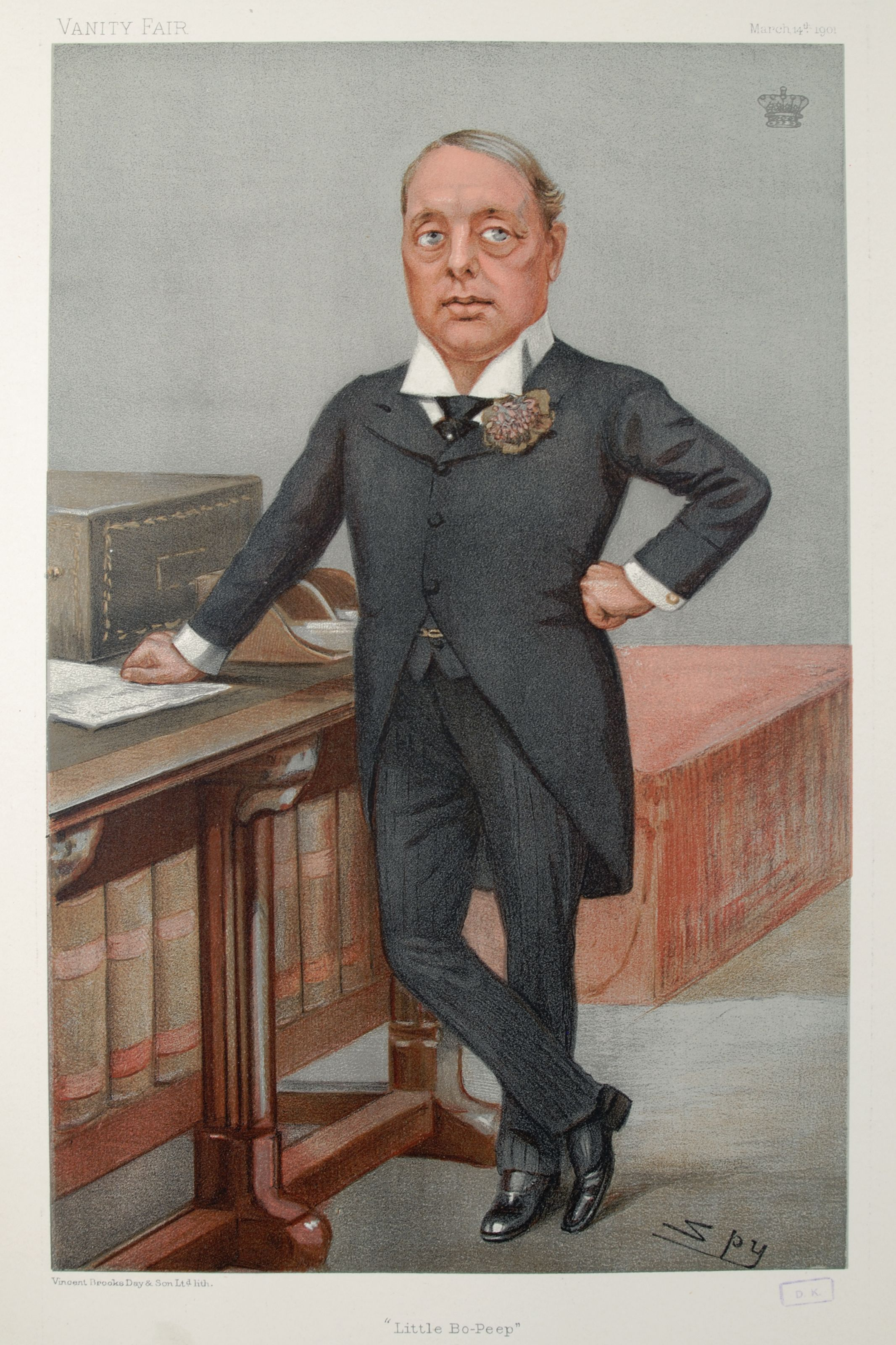
1901年の『バニティ・フェア』誌に掲載されたローズベリー伯の似顔絵

彼は若くして爵位を継承したため、庶民院議員を経験することなく貴族院議員となっており（通常この時代の貴族は、襲爵前に一族の影響下の選挙区から出て庶民院議員を務める）、19世紀末の首相としてはやや首相としての適性を欠いていたことが指摘される。
しかし彼は常に人々に親しく情をかけ、打ち明け話もするので広く人望があった。そのため傲慢な性格のウィリアム・ヴァーノン・ハーコートに比べれば明らかに党内に敵が少なかった。これがグラッドストン引退後にヴィクトリア女王がハーコートではなく、ローズベリー伯に組閣の大命を与えた最大の理由である。
結局彼は政権も自由党党首の地位も党内の影響力も早期に失うことになったが、初代パスフィールド男爵シドニー・ウェッブの妻であるパスフィールド男爵夫人ベアトリス・ウェッブはその理由について「彼はただ面目のみを維持しようとしている。彼は経済的社会的害悪に無関心であり、またそれについての知識も有していない。」「ローズベリーは完全に勢力を喪失した。これはローズベリーがボーア戦争の実施に賛成したことと社会改良政策に対する彼の無知に原因している」と書いた。

### ロスチャイルド家との関係
ローズベリーは妻ハンナをとおして、財閥のロスチャイルド家と親族関係にあった。両者の関係は親密で、ロスチャイルド家がローズベリーに優良銘柄（エジプト公債、英: Egyptian Tribute loan）を情報付きで教えるなどインサイダー取引を行った（エジプト公債が起債されると、ローズベリーは早速5万ポンド分を購入している）。ローズベリーの方も、職務上知り得た外交的判断を公式発表前にロスチャイルド側に知らせるなど、便宜を図る関係だった。

### 競馬
ローズベリーは若い頃から競馬を愛好した。馬主としても結果を残し、生涯でダービーステークスで3回、2000ギニーステークスで3回、1000ギニーステークスで3回、オークスとセントレジャーで各1回の優勝を飾った。
ローズベリーはオックスフォード大学在学中に競馬を知り、1868年にはダービー優勝を狙って有力馬ラダス（Ladas）を購入した。しかし大学側から「学生が馬を持つのは認められない」とラダスを手放すよう求められ、ローズベリーはこれに反発して大学を中退した。（ただラダスはダービーに出走したが、最下位に終わった）
1870年にはジョッキー・クラブの会員となり、1872年には牧場を備えた邸宅ザ・ダーダンズ（The Durdans）を購入している。家族は競馬にのめりこむローズベリーに良い顔をしなかったが、レースに勝つことで「スコットランド貴族は競走馬を4頭持っても破産などしないし、まして馬が勝っていればなおさらだ」と言い返していたという。
首相在任中の1894年、1895年にはそれぞれ持ち馬ラダス Ⅱ、サー・ヴィストでダービー2連覇を果たした。ヴィクトリア女王からも祝いの言葉を賜ったが、女王は同じ馬で2連覇したものと勘違いしていたという。

また1905年にも持ち馬キケロでダービーを制した。このときもジョッキークラブの夕食会の席で、エドワード7世自ら優勝を祝う乾杯の音頭を取るなど、ローズベリーは大いに面目を施している。

ダービー優勝を飾った3名馬
ラダス Ⅱ（英語版）
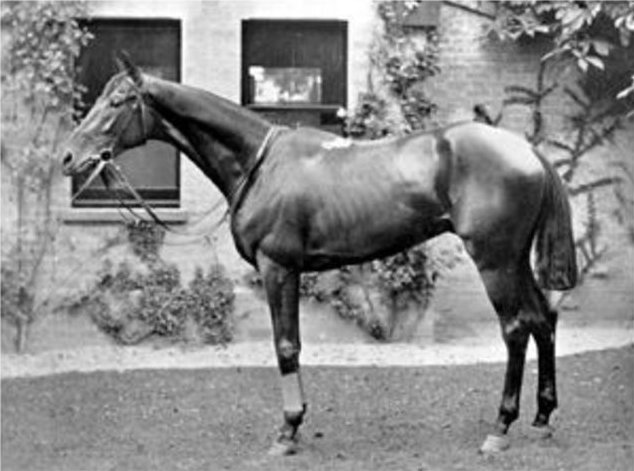
サー・ヴィスト（英語版）
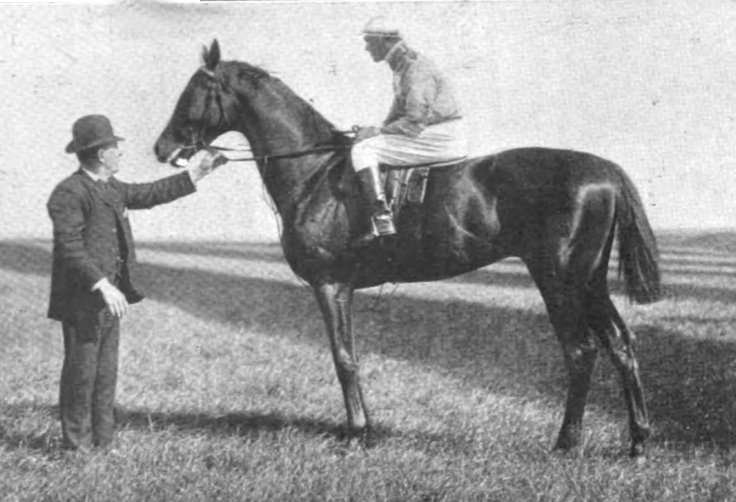
キケロ（英語版）

## 栄典
晩年のローズベリーは儀礼式典によく参加した。1910年、ジョージ5世の即位にあたり、オーストリア=ハンガリー帝国へ国王即位を知らせる特別使節の一人として随行している。また翌年の戴冠式にも参加し、国王塗油の儀式では他ガーター勲爵士とともに天蓋で国王を覆う役割を果たした。

### 勲位
- 1892年 - ガーター勲章（KG）[34]
- 1895年 - シッスル勲章（KT）[34]
- 1917年 - ロイヤル・ヴィクトリア頸飾（VC）[34]

### 爵位
1868年3月4日に祖父の死去により爵位を継承した。
- 第5代ローズベリー伯爵（1703年創設のスコットランド貴族爵位）
- 第5代ローズベリー子爵（1700年創設のスコットランド貴族爵位）
- 第5代インヴァーキーシング子爵（1703年創設のスコットランド貴族爵位）
- 第5代プリムローズ＝ダルメニー卿（1700年創設のスコットランド貴族爵位）
- 第5代ダルメニー＝プリムローズ卿（1703年創設のスコットランド貴族爵位）
- 第2代ローズベリー男爵（1828年創設の連合王国貴族爵位）
- （キャリントンの）第9代準男爵（1651年8月1日の勅許状によるノヴァスコシア準男爵位）

1911年7月3日に以下の爵位を新規に叙された。
- 初代ミッドロージアン伯爵（1st Earl of Midlothian）
（勅許状による連合王国貴族爵位）
- サリー州エプソムの初代エプソム男爵（1st Baron Epsom, of Epsom in the County of Surrey）
（勅許状による連合王国貴族爵位）
- バッキンガム州メントモアの初代メントモア子爵（1st Viscount Mentmore, of Mentmore in the County of Buckingham）
（勅許状による連合王国貴族爵位）

## 家族

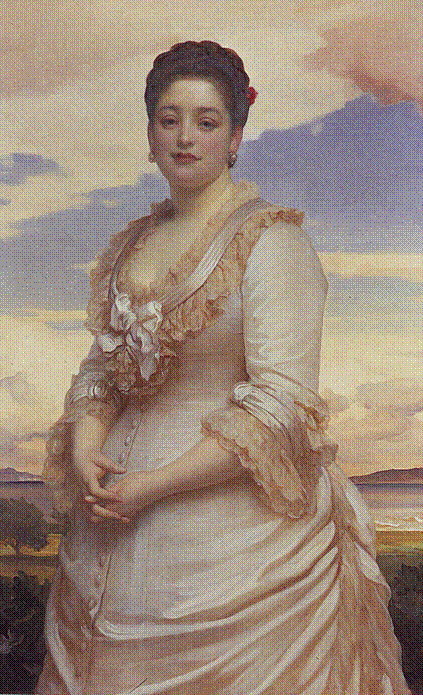
ローズベリーの妻ハンナ。ロスチャイルド家の出身。

ローズベリーは1878年3月20日、ユダヤ人銀行家メイヤー・アムシェル・ド・ロスチャイルド男爵の一人娘ハンナ（ネイサン・メイアー・ロスチャイルドの孫）と結婚した。ハンナは1874年に死去したメイヤーから父の所領の大半を相続しており、イギリス有数の遺産相続人であった。2人を引き合わせたのはベンジャミン・ディズレーリ夫人メアリーであり、2人はニューマーケット競馬場ではじめて会った。2人は1876年には婚約の噂があり、ローズベリーの母がユダヤ人嫌いで、イギリスのユダヤ人コミュニティからもローズベリーがユダヤ教徒でないとして反対の声があったものの最終的には結婚にこぎつけた。
ハンナとの結婚生活は極めて幸せだった。結婚直前の1878年1月、ローズベリーは友人への手紙で「単純でありながら全く汚染されておらず、とても賢く、とても暖かく、とても恥ずかしがり屋だ。私はこれほど美しい人物を見たことがない」とし、ハンナに対する愛情を表わした。1890年11月にハンナが腸チフスにより死亡すると、ローズベリーは心的に大きく動揺し、ちょうど野党期だったこともあり18か月ほど政界から距離を置いた。
夫人との間に2男2女をもうけた。
- シビル・メアリ・キャロライン・プリムローズ（英語版）（1879年9月18日[42] – 1955年2月25日） - 1903年3月28日、チャールズ・グラント（英語版）陸軍大将（1950年11月9日没）と結婚[41]。作家
- マーガレット・エトレン・ハンナ・プリムローズ（1881年1月1日[42] – 1967年3月13日） - 1899年4月20日、初代クルー侯爵ロバート・クルー＝ミルンズと結婚[43]
- アルバート・エドワード・ハリー・メイアー・アーチボルド・プリムローズ（英語版）（1882年1月8日 – 1974年5月31日） - 第6代ローズベリー伯爵[44]
- ニール・ジェイムズ・アーチボルド（英語版）（1882年12月14日 – 1917年11月18日） - 陸軍大尉。1915年4月7日、ヴィクトリア・アリス・ルイーズ・スタンリー（Victoria Alice Louise Stanley、1927年11月26日没、第17代ダービー伯爵エドワード・スタンリーの娘）と結婚、子供あり。第一次世界大戦で戦死[41]

1901年7月にオールバニ公爵未亡人ヘレンとの再婚の噂が流れた。

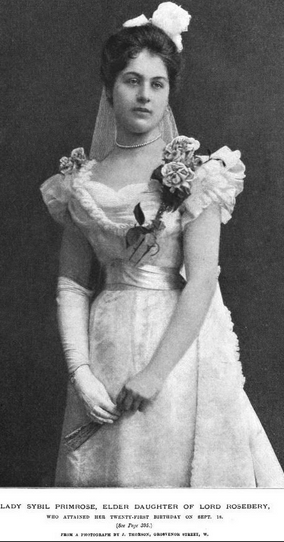
長女シビル（英語版）
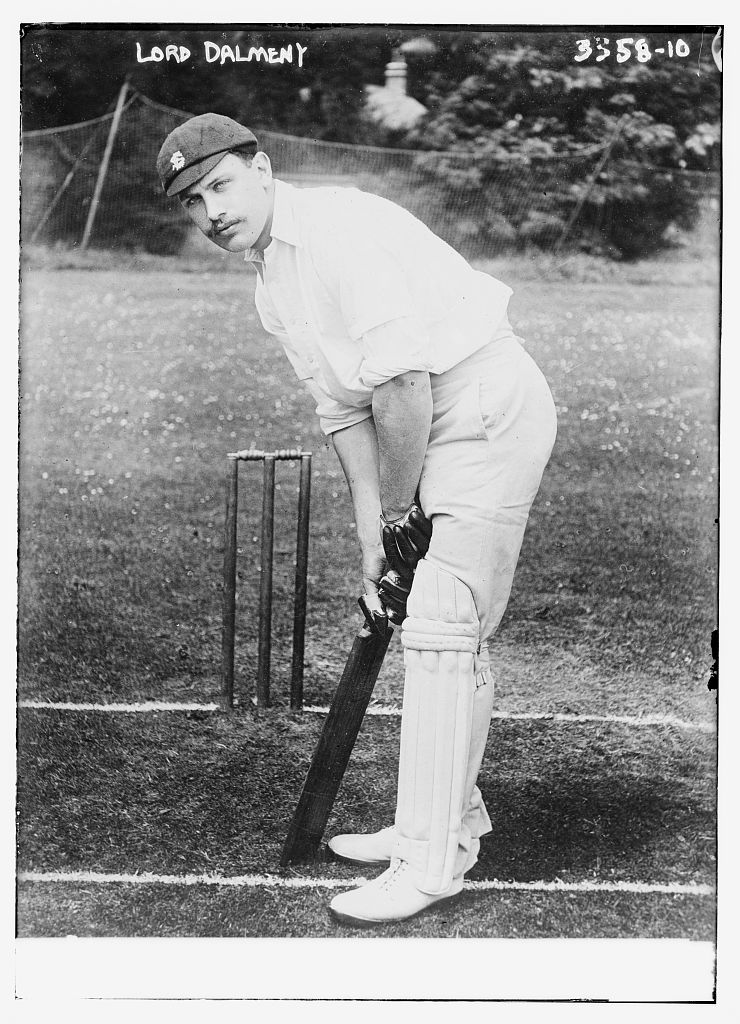
長男アルバート（英語版）（のち第6代ローズベリー伯爵）
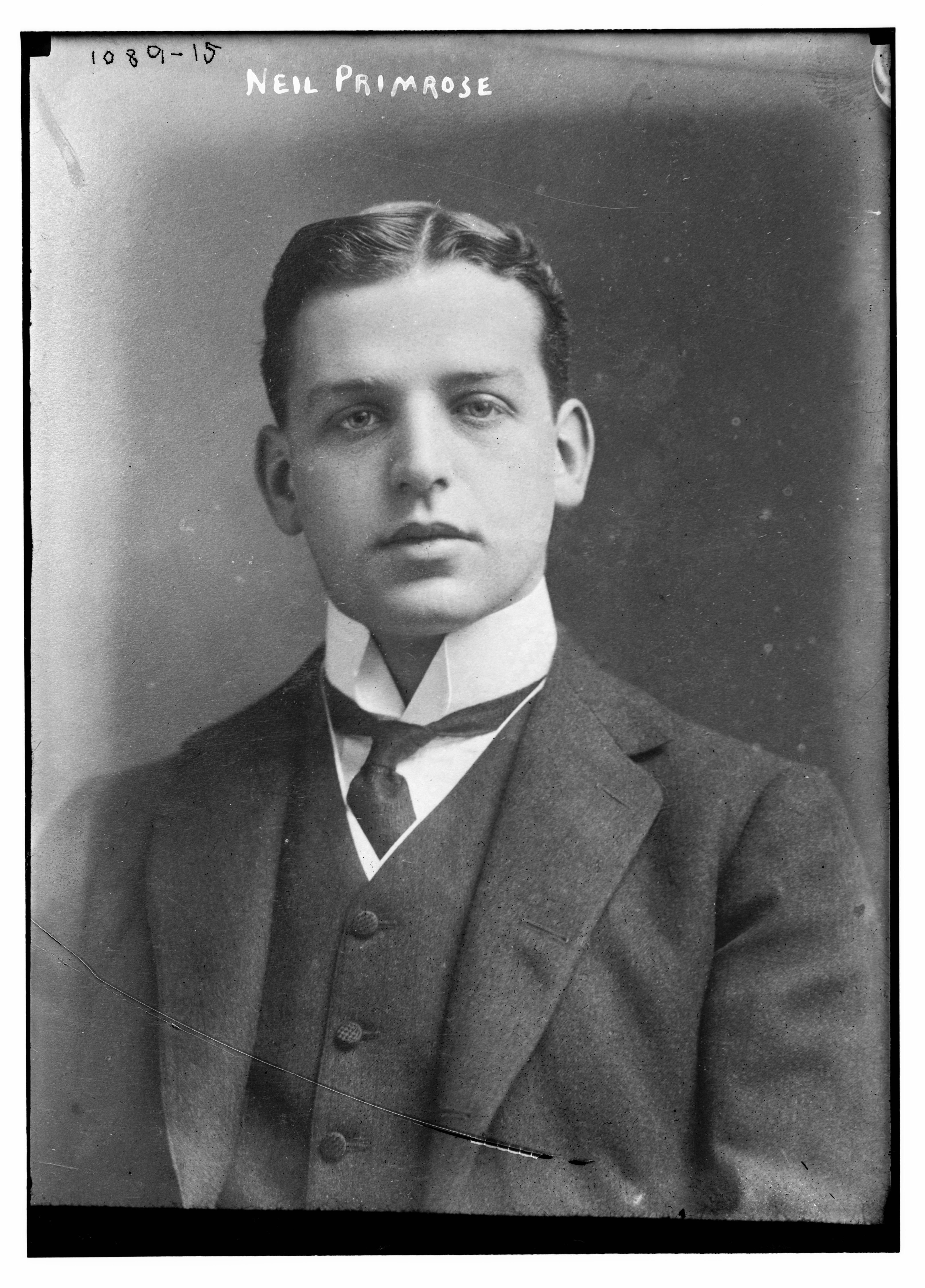
次男ニール・ジェイムズ・アーチボルド（英語版）。第一次世界大戦で戦死。